# Jan Roliński
Jan Roliński (ur. 12 stycznia 1888 w Warszawie, zm. 28 lipca 1922 w Krynicy) – prezydent Włocławka w latach 1920–1922.
Inżynier elektrotechnik, pracownik Elektrowni Radomskiej, później dyrektor Elektrowni Miejskiej w Warszawie. Po ukończeniu odpowiedniego kursu na Uniwersytecie Warszawskim, urzędnik administracji państwowej.